# Vince Wartha
Vince Wartha (Fiume, 17 de juliol de 1844 - Kőbánya, Budapest, 20 de juliol de 1914) va ser un químic, enòleg i professor hongarès.
Va començar els seus estudis a la Universitat Politècnica de Buda, després va estudiar a Zúric i a Heidelberg. A partir del 1863 va ensenyar a la Universitat de Buda, de la qual va ser rector del 1896 al 1898 i del 1907 al 1910. El 1873 va ser elegit membre corresponent de l'Acadèmia de Ciències d'Hongria, i després membre ordinari el 1891; entre 1908 i 1910 en va ser el segon president, i va impulsar l'interés i el suport de l'Acadèmia a les ciències tècniques. Una gran part dels seus articles d'investigació científica va aparéixer principalment en les publicacions de la Reial Societat Hongaresa de Ciències Naturals, la qual presidí entre el 1899 i el 1909. Es va retirar el 1912. La seua segona esposa va ser la primera metgessa hongaresa, Vilma Hugonnai.
La seua activitat investigadora comprén diverses àrees. Va analitzar els sediments domèstics i va determinar els tipus de carbó útils en la producció de gas. Va tractar l'anàlisi d'aigua potable i industrial; el seu mètode d'anàlisi de l'aigua encara s'utilitza avui. Destacà també en la promoció de la química enològica; quan la fil·loxera va destruir les zones tradicionals de vinya hongareses, Wartha va demostrar que el sòl sorrenc també és adequat per a la producció de raïm. Va ser el primer a Hongria a reconéixer el paper de la fotografia en les ciències. El seu descobriment més significatiu per a la indústria de la pisa va ser l'esbrinament del procés de fabricació de l'esmalt metàl·lic Gubbio (també anomenat lila), secret durant segles. Amb aquest granat anomenat eosina, la fàbrica de porcellana de Zsolnay, a Pécs, es va fer famosa. El 1904, la seva bona relació amb Zsolnay es va trencar quan va reorganitzar la rival d'aquesta, la fàbrica de porcellana Herend, per mandat estatal. Com a expert reconegut en la indústria ceràmica, participà activament en la fundació del Museu Internacional de Ceràmica de Faenza. El 1955, l'Associació de Químics Hongaresos va establir en honor seu un premi commemoratiu que du el seu nom.

## Obres
- A silikátok formulázásáról (La formulació de silicats), Budapest, 1870.
- Hőmennyiség-mérések (Mesurament del volum de calor), Bp., 1878.
- A technikai vízvizsgálat… (Proves tècniques d'aigua…), Bp., 1879.
- Belföldi kőszénfajok vizsgálata… (Examen d'espècies domèstiques de carbó…), Bp., 1879.
- A magyar borról (Sobre el vi hongarés), Bp., 1880.
- Az agyagipar technológiája (La tecnologia de la indústria de la pisa), Bp., 1892.
- Chemiai technológia (Tecnologia química), Bp., 1900.
- A régiek bíbora és az indigó (El porpra dels antics i la indigotina), Bp., 1901.
- Az agyagművesség (L'art de la pisa), Bp., 1905.
- A levegő meghódítása kémiai célokra (La conquista de l'aire per a propòsits químics), Bp., 1911.